# پارک ملی بوئیراتاو
پارک ملی بوئیراتاو (به قزاقی: Buiratau National Park) یک پارک ملی در قزاقستان است که در استان قراغندی واقع شده‌است.